# Rheinelektra
Rheinelektra ist ein ehemaliges Unternehmen der Elektrotechnik und der Elektrizitätsversorgung mit Sitz in Mannheim.

## Hintergrund
Rheinelektra ist eine typische Finanzierungsgesellschaft der deutschen Elektroindustrie des ausgehenden 19. Jahrhunderts. Wegen des großen Kapitalbedarfes und des hohen unternehmerischen Risikos in dieser Phase der Industrialisierung gründeten einige große Industrieunternehmen in Verbindung mit Banken und anderen Geldgebern Tochtergesellschaften ohne operatives Geschäft, die ausschließlich der Beteiligung an anderen Unternehmen (meist über Obligationen) dienten. So gründete z. B. die AEG 1894 die Gesellschaft für elektrische Unternehmungen (Gesfürel), 1895 die Bank für elektrische Unternehmungen („Elektrobank“) und die Elektrizitäts-Lieferungs-Gesellschaft (ELG). Die Schuckert & Co. gründete neben der Rheinische Schuckert-Gesellschaft für elektrische Industrie AG (RSG, später Rheinenergie) im Folgejahr 1895 auch noch die Continentale Gesellschaft für elektrische Unternehmungen („Continentale“). Die Elektrizitäts-AG vormals W. Lahmeyer & Co. gründete u. a. die Gesellschaft für elektrische Unternehmungen.

## Geschichte

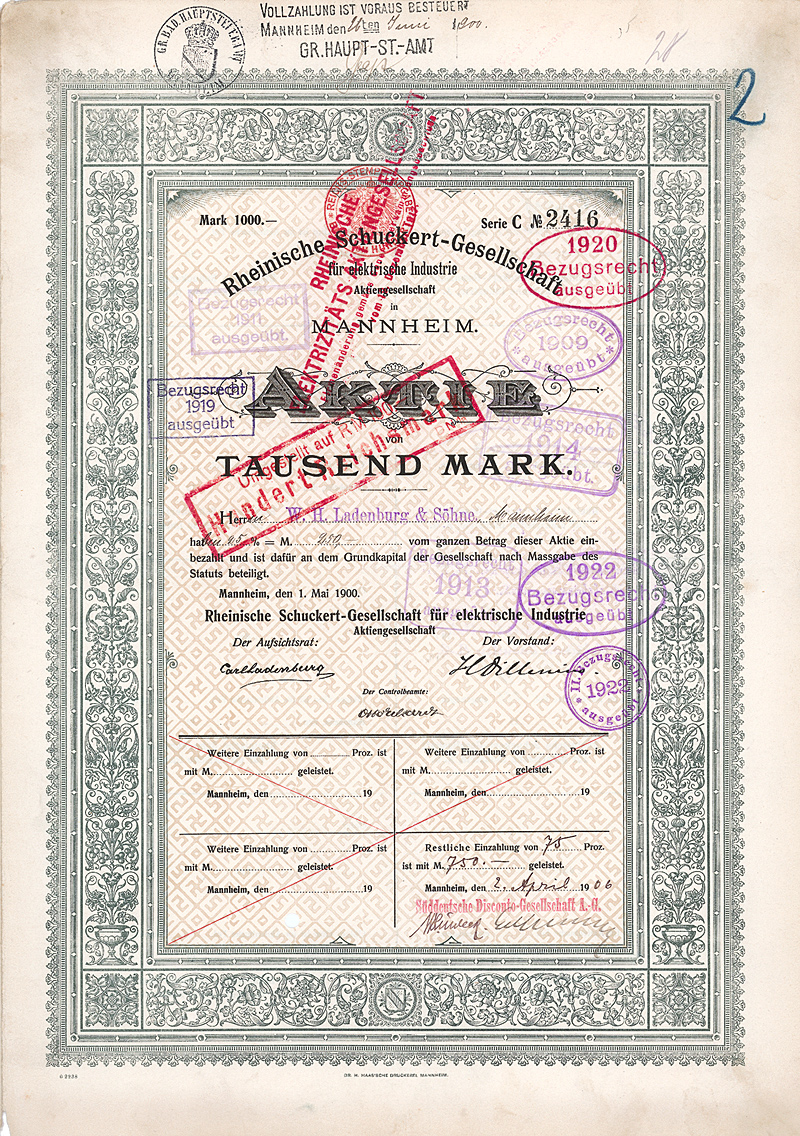
Aktie über 1000 Mark der Rheinischen Schuckert-Gesellschaft für elektrische Industrie AG vom 1. Mai 1900

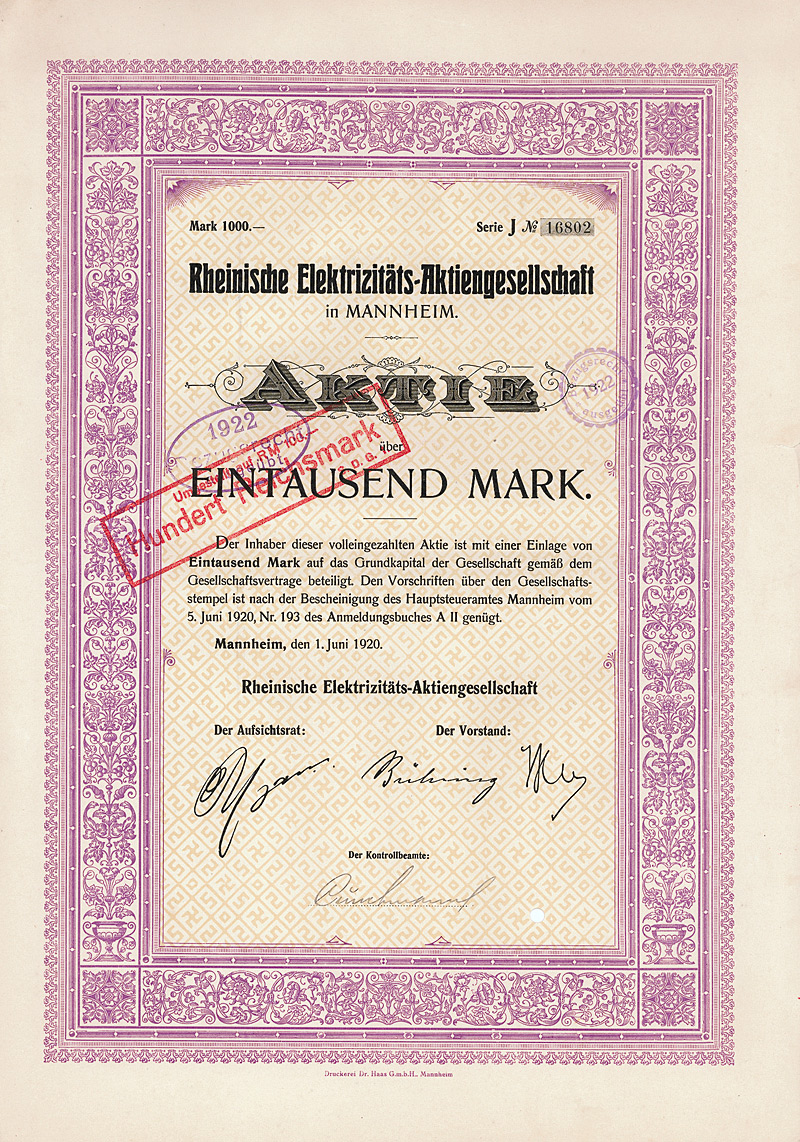
Aktie über 1000 Mark der Rheinischen Elektrizitäts-AG vom 1. Juni 1920

Rheinelektra wurde 1897 unter dem Namen Rheinische Schuckert-Gesellschaft für elektrische Industrie AG (RSG) als Tochter der Elektrizitäts-Aktiengesellschaft vorm. Schuckert & Co. mit dem Kapital diverser Bankhäuser (W. H. Ladenburg & Söhne, Straus & Co., Süddeutsche Bank, Josef Noether & Co.) gegründet.
Das Unternehmen betätigte sich über zahlreiche Beteiligungen und Tochterunternehmen (Überlandwerk Groß-Gerau, Stadtwerke Mainz, Stadtwerke Wachenheim, Ueberlandwerk Jagstkreis, Pfalzwerke, Elektrizitätswerk Mutterstadt, Straßenbahn Schwetzingen–Ketsch, Müllheim-Badenweiler Eisenbahn, ...) als Energieversorger und Elektrobahngesellschaft in Südwestdeutschland, im Rhein-Main-Gebiet und im Rheinland. Das Unternehmen war unter anderem am Bau des Kraftwerks Ellwangen und des Großkraftwerks Mannheim beteiligt.
1917 erfolgte nach dem Ausscheiden des Gesellschafters Schuckert die Umbenennung in Rheinische Elektrizitäts-AG. 1926 beteiligte sich die Rheinisch-Westfälische Elektrizitätswerke AG (RWE) am Unternehmen; 1936 übernahm die RWE alle Aktien.
1940 erwarb die Rheinische Elektrizitäts-AG Anteile an der Schnellpressenfabrik AG Heidelberg (heute Heidelberger Druckmaschinen).
Ab 1966 firmierte das Unternehmen kurz als Rheinelektra AG.
1994 wurde das operative Geschäft in die Rheinelektra Technik GmbH ausgegliedert. Die Rheinelektra AG verblieb als reine Beteiligungsgesellschaft (Zwischenholding) im RWE-Konzern. Sie wurde 1997 mit der RWE-Tochter Lahmeyer AG fusioniert, die im Jahr 2000 in der Mutter-Holding RWE AG aufging.
Der Bereich Gebäudetechnik ging in der TeSSAG (Technische Systeme und Services Aktiengesellschaft) auf.
2001 wurde die Gebäudetechnik aus der TeSSAG herausgelöst und wieder unter Rheinelektra Technik GmbH geführt. Die TeSSAG wurde später zur RWE Solutions AG.
2002 endete auch die Eigenständigkeit der Rheinelektra Technik GmbH. Diese wurde mit der Rudolph Otto Meyer GmbH & Co. KG zur Imtech Deutschland GmbH, einer Tochter des niederländischen Gebäude- und Anlagentechnik-Unternehmens Imtech BV, fusioniert. Es entstanden die Imtech Deutschland GmbH und die Imtech ICT Deutschland GmbH.